# Saikyō no Shienshoku "Wajutsushi" dearu Ore wa Sekai Saikyō Clan o Shitagaeru
Saikyō no Shienshoku "Wajutsushi" dearu Ore wa Sekai Saikyō Clan o Shitagaeru (最凶の支援職【話術士】である俺は世界最強クランを従える?), conocida como The Most Notorious "Talker" Runs the World's Greatest Clan en inglés, es una serie de novelas ligeras japonesas escritas por Jaki e ilustradas por fame. Inicialmente se serializó en el sitio web de publicación de novelas generadas por usuarios Shōsetsuka ni Narō desde septiembre de 2019 hasta julio de 2020. Posteriormente fue adquirido por Overlap, quien comenzó a publicarlo bajo su sello Overlap Bunko en junio de 2020. 
Una adaptación de manga ilustrada por Yamorichan comenzó a serializarse en el servicio de manga Comic Gardo de Overlap en junio de 2020. Una adaptación de la serie de televisión de anime producida por Felix Film y GA-CREW se estrenó en octubre a diciembre de 2024.

## Argumento
Noel es nieto del legendario Seeker Overdeath y sueña con superar su fuerza, pero resulta que Noel no es más que un Talker, la clase más débil de todas. Sin dejarse desanimar, utiliza su lengua de plata para reunir aliados, desarrollar astutas estrategias y fundar el mayor clan del mundo. Ahora, como el más famoso de los Talkers, Noel hará lo que sea necesario para alcanzar la cima.

## Personajes
Noel Stollen (ノエル・シュトーレン Noeru Shutōren?)
 Seiyū: Daiki Yamashita, Yū Wakui (joven)
El protagonista principal. Aspira a ser un Buscador como su abuelo Over Death, quien fue aclamado como un héroe durante su tiempo. Cuando fue evaluado, Noel fue clasificado como un "Talker", un trabajo señalado como el más débil. A pesar del impacto inicial, su abuelo prometió entrenarlo para convertirse en el más fuerte, Noel pasó por un entrenamiento riguroso y extremo durante cuatro años. Después de la muerte de su abuelo durante la batalla, Noel juró convertirse en el más fuerte.
Alma Judikhali (アルマ・イウディカーレ Aruma Iudikāre?)
 Seiyū: Yū Serizawa
Una mujer exploradora cuyo abuelo fue un asesino legendario. Ha estado entrenando como asesina desde pequeña y tiene habilidades sobresalientes. Siente curiosidad por Noel, el nieto de un demonio inmortal.
Koga Tsukishima (コウガ・ツキシマ Kōga Tsukishima?)
 Seiyū: Yōsuke Ōmomo
Un espadachín de una nación insular del lejano oriente. Su habilidad con la espada es excepcional y sus habilidades para cortar son de primera categoría. Sin embargo, están obligados por el juramento de servidumbre y no pueden desobedecer las órdenes de su amo.
Finocchio Barzini (フィノッキオ・バルジーニ Finokkio Barujīni?)
 Seiyū: Takehito Koyasu
Es uno de los jóvenes asistentes del grupo Luciano, que gobierna la capital imperial desde las sombras, y es el líder de la organización secundaria, el grupo Barzini. Todo está formado por una dualidad extrema, y también le llaman payaso loco.
Brandon Stollen (ブランドン・シュトーレン Burandon Shutōren?)
 Seiyū: Shunsuke Sakuya
El difunto abuelo de Noel. Una vez fue un famoso explorador del imperio, y era temido y llamado "Demonio Inmortal". Como maestro de Noel, lo entrenó cuando decide convertirse en explorador.
Lloyd (ロイド Roido?)
 Seiyū: Yoshiki Nakajima
Un [espadachín] que sirve como líder de Blue Tengai, al que pertenece Noel. Tiene buena cara y muchos fans. Era el miembro de mayor edad del partido y se ofreció como voluntario para convertirse en líder. Él y Tania tienen una relación de amantes.
Tanya Clark (タニア・クラーク Tania Kurāku?)
 Seiyū: Kaede Hondo
Miembro de Ao no Tengai, al que pertenece Noel. Tiene una personalidad amable y su profesión es [sanadora]. Está preocupada por Noel. Tiene una relación de amante con Lloyd.
Walter (ヴァルター Barutā?)
 Seiyū: Akihiro Tajima
Miembro de Ao no Tengai, al que pertenece Noel. Aunque tiene una personalidad irascible y a menudo actúa según su intuición, es excelente como [guerrero]. Está enamorado de Tania.
Wolf Lehman (ウォルフ・レーマン Uorufu Rēman?)
 Seiyū: Seiji Maeda
Un [espadachín] que es el líder de Shiba Denrodan, un grupo de rango C lleno de gente talentosa. Tiene en gran estima a Noel e incluso lo ha invitado a unirse a su grupo.
Lycia Mercedes (リーシャ・メルセデス Rīsha Merusedesu?)
 Seiyū: Kaori Maeda
Miembro de Shiba Denrodan, un grupo de rango C lleno de gente talentosa. Ella es una elfa con orejas distintivas y su ocupación es [usuaria de arco]. Por alguna razón, se preocupa por Noel.
Leon Frederic (レオン・フレデリク Reon Furederiku?)
 Seiyū: Shogo Sakata
Sirve como líder de los Caballeros Alados Celestiales, un grupo de rango B cuyo lema es humildad y firmeza. Tiene la personalidad de un estudiante de honor con buenos modales y tiene el aura refrescante de un caballero sobre un caballo blanco. Además de su buena apariencia, tiene tanto talento que se encuentra entre los mejores rangos B.
Loki (ロキ Roki?)
 Seiyū: Tasuku Hatanaka
El informante número uno en la capital imperial. Su habilidad profesional es [imitadora], que puede copiar cualquier apariencia a voluntad. Es bueno disfrazándose de otra persona y tiene una variedad de apodos.
Albert Gambino (アルバート・ガンビーノ Arubāto Ganbīno?)
 Seiyū: Tatsumaru Tachibana
Don es miembro directo del grupo Luciano, que gobierna la capital imperial desde las sombras, y es el líder del grupo secundario Gambino. Tras la repentina muerte de su predecesor, asumió el cargo de jefe. Debido a su comportamiento imprudente, se le ha calificado de desastre viviente.

## Contenido de la obra

### Novelas ligeras
La novela fue escrito por Jaki, Saikyō no Shienshoku "Wajutsushi" dearu Ore wa Sekai Saikyō Clan o Shitagaeru se publicó inicialmente por entregas en el sitio web de publicación de novelas generadas por usuarios Shōsetsuka ni Narō del 7 de septiembre de 2019 al 25 de julio de 2020. Posteriormente fue adquirido por Overlap, quien comenzó a publicarlo con ilustraciones de la fama bajo su sello de novela ligera Overlap Bunko el 25 de junio de 2020. Se han publicado cuatro volúmenes hasta diciembre de 2021.
La serie tiene licencia en Norteamérica de Seven Seas Entertainment.

#### Lista de volúmenes
| N.º | Fecha de lanzamiento    | ISBN original          |
| --- | ----------------------- | ---------------------- |
| 1   | 25 de junio de 2020     | ISBN 978-4-86554-676-7 |
| 2   | 25 de octubre de 2020   | ISBN 978-4-86554-759-7 |
| 3   | 25 de febrero de 2021   | ISBN 978-4-86554-802-0 |
| 4   | 25 de diciembre de 2021 | ISBN 978-4-8240-0063-7 |

Sinopsis
Noel es nieto del legendario Seeker Overdeath y sueña con superar su fuerza, pero resulta que Noel no es más que un Talker, la clase más débil de todas. Sin dejarse desanimar, utiliza su lengua de plata para reunir aliados, desarrollar astutas estrategias y fundar el mayor clan del mundo. Ahora, como el más famoso de los Talkers, Noel hará lo que sea necesario para alcanzar la cima.

### Manga
Una adaptación de manga ilustrada por Yamorichan comenzó a serializarse en el servicio de manga Comic Gardo de Overlap el 12 de junio de 2020. Los capítulos del manga se han recopilado en nueve volúmenes tankōbon a partir de abril de 2024. La adaptación al manga también tiene licencia en Norteamérica de Seven Seas Entertainment.

#### Lista de volúmenes
| N.º | Fecha de lanzamiento    | ISBN original          |
| --- | ----------------------- | ---------------------- |
| 1   | 25 de octubre de 2020   | ISBN 978-4-86554-771-9 |
| 2   | 25 de febrero de 2021   | ISBN 978-4-86554-857-0 |
| 3   | 25 de julio de 2021     | ISBN 978-4-86554-966-9 |
| 4   | 25 de diciembre de 2021 | ISBN 978-4-8240-0073-6 |
| 5   | 25 de mayo de 2022      | ISBN 978-4-8240-0198-6 |
| 6   | 25 de diciembre de 2022 | ISBN 978-4-8240-0297-6 |
| 7   | 25 de marzo de 2023     | ISBN 978-4-8240-0452-9 |
| 8   | 25 de diciembre de 2023 | ISBN 978-4-8240-0618-9 |
| 9   | 25 de abril de 2024     | ISBN 978-4-8240-0812-1 |

### Anime
Se anunció una adaptación de la serie de televisión de anime durante la tercera transmisión en vivo del evento "10th Anniversary Memorial Overlap Bunko All-Star Assemble Special" el 21 de abril de 2024. Será producida por Felix Film y GA-CREW y dirigida por Yuta Takamura, con guiones escritos por Takayo Ikami y personajes diseñados por Kenji Terao. La serie se estrenará el 7 de octubre de 2024 en Tokyo MX y BS NTV. Todas las canciones temáticas son interpretadas por Kohta Yamamoto, con la canción temática de apertura "Tactics" con Saiki, y la canción temática de cierre "Liberation" con Aaamyy. Crunchyroll obtuvo la licencia de la serie fuera de Asia. Muse Communication licenció la serie en el sudeste asiático.